# Bandit Queen
Bandit Queen ist ein Hindi-Film von Shekhar Kapur aus dem Jahr 1994.

## Handlung
Phoolan Devi wird als elfjähriges Mädchen von ihren verarmten Eltern aus einer niedrigen Kaste im nordindischen Uttar Pradesh mit dem 35-jährigen Putti Lal zwangsverheiratet. Nach einer ersten Vergewaltigung durch ihren Ehemann wächst sie in eine Welt der Gewalt hinein, die von der höherkastigen Minderheit des Dorfes dominiert wird und in deren Verlauf Phoolan Devi tägliche Erniedrigungen und  Prügel überleben muss. Nach mehreren Gruppenvergewaltigungen durch Dorfbewohner und Polizisten, wird sie nackt aus dem Dorf getrieben. Aufgenommen wird sie von den Banditen von Man Singh, und mit ihrem späteren Ehemann Vikram Mallah wird sie zur Rächerin für das Unrecht, das die Angehörigen unterer Kasten erleiden, und nimmt auch Rache an ihren Peinigern. Nach dem als Massaker wahrgenommenen Tod von Männern aus höheren Kasten in Behmai, wird Phoolan Devi als Terroristin gebrandmarkt, während drei Jahren landesweit gesucht und erfolglos von Polizei und Armee gejagt. Unter dem ihr geltenden Beifall von Tausenden von Menschen, kapitulierte Phoolan Devi öffentlich vor Arjun Singh, dem damaligen Chief Minister von Madhya Pradesh.

## Hintergrund
Am 12. Februar 1983 ergaben sich Phoolan Devi und die überlebenden Dacoits der Poolan-Singh-Bande dem Chief Minister von Madhya Pradesh – vorgängig öffentlich angekündigt, auf einer Bühne vor einem Bildnis von Durga und einem Bild von Mohandas Gandhi, nachdem ein Vertrag ausgehandelt worden war, der ihr acht Jahre Haft und ihrer Familie Land zusicherte. Phoolan Devi kam erst im Februar 1994 frei, nachdem sie ohne Gerichtsverhandlung elf Jahre in indischen Gefängnissen verbringen musste und wegen eines Krebsleidens begnadigt wurde.
Phoolan Devi erwarb sich in Indien zwischen 1980 und 1983 als „Banditenkönigin“ den Ruf einer Rächerin für das Unrecht, das die Angehörigen unterer Kasten erleiden müssen. Von der Bevölkerung versehen mit den Attributen der Göttin Kali und der Angst vor einer breiteren Heroisierung, bot ihr die indische Regierung Straffreiheit an. Nach ihrer Kapitulation im zentralindischen Staat Madhya Pradesh weigerte sich die Regierung des Nachbarstaats Uttar Pradesh unter der Führung von hochkastigen Politikern, die Klagen gegen die mutmaßliche „Mörderin von Behmai“ abzuweisen. Nach ihrer Wahl für die Samajwadi Party in die Lok Sabha (1996 bis 1999) fiel Phoolan Devi wahrscheinlich der Blutrache der Einwohner von Behmai am 25. Juli 2001 in New Delhi zum Opfer.
Shekhar Kapur gab bei der ersten Aufführung von Bandit Queen im August 1994 in Indien bekannt, dass der Spielfilm auf der Biografie Bandit Queen von Mala Sen über Phoolan Devi beruhe. Kapurs endgültige Fassung der Verfilmung entstand gegen den Willen von Phoolan Devi und wurde von verschiedenen Seiten vehement kritisiert, nicht nur wegen seiner exzessiven Gewaltdarstellung und der Nacktaufnahmen von Manoj Bajpayee und den im Film dargestellten Vergewaltigungen. So kritisierte die Schriftstellerin und Feministin Arundhati Roy bereits 1994 Kapurs „ausbeuterischen Umgang mit dem Stoff und seine Ignoranz gegenüber Phoolan Devi“.
Außerhalb Indiens wurde Bandit Queen erstmals am 9. September 1994 im Rahmen des Toronto International Film Festivals gezeigt.
Bereits 1984 war die Geschichte der Phoolan Devi als bengalischer Film unter der Regie von Ashok Roy mit dem Titel Phoolan Devi verfilmt worden.

## Auszeichnungen (Auswahl)
- 1995: Filmfare Awards, Shekhar Kapur für Best Film - Critics
- 1996: National Film Award, Silver Lotus Award für Seema Biswas als Best Actress
- 1997: Filmfare Awards, Shekhar Kapur für Best Director

## Kritiken
„Die Dramatisierung des authentischen Falles ist nicht mehr als eine triviale Räuberpistole, die sich in der Darstellung von Sex und Gewalt erschöpft. Die schlichte Dramaturgie mit ihren stereotypen Figuren wird der menschlichen Tragödie in keiner Weise gerecht.“

„The newcomer Seema Biswas gives a performance of great intensity and conviction in the lead role.“